# Eurobandið
Eurobandið (Евробандіз) або Euroband (Євробенд) — назва техно-поп дуету Фрідріка Омара (Friðrik Ómar) та Реґіни Оск (Regína Ósk), які представляли Ісландію на пісенному конкурсі Євробачення 2008 року в Белграді, Сербія. Вони виконували пісню «This Is My Life» у другому півфіналі 22 травня 2008 року, яка провела їх у фінал 24 травня. В підсумку вони посіли 14-те місце з 25, набравши 64 пункти.
Обоє співаків виступають як самостійні виконавці. Декілька разів вони подавали заявки на участь у Євробаченні, проте безуспішно, аж поки не подали спільної заявки.